# Identificatiecode Poolse steden
Het Pools bureau voor statistiek heeft de steden ('miasto'), woiwodschappen en powiats genummerd met een identificatiecode op een logische manier.
- De eerste twee cijfers geven het woiwodschap aan.
- De volgende tweede cijfers geven een unieke code voor de powiat.
- De laatste twee cijfers is een unieke code voor de stad.
- een toevoegsel geeft het type gemeente aan.

## Voorbeeld
De identificatiecode voor de stad Elbląg is 286110 4. De 28 staat voor woiwodschap Ermland-Mazurië. De code 61 staat voor powiat Elbląski. De code 10 staat voor de stad Elbląg. Een toevoegsel van code 4 geeft aan dat het een gecombineerde stads- en landgemeente is.